# Библиография Жюля Верна
Краткий список произведений Жюля Верна

## Романы

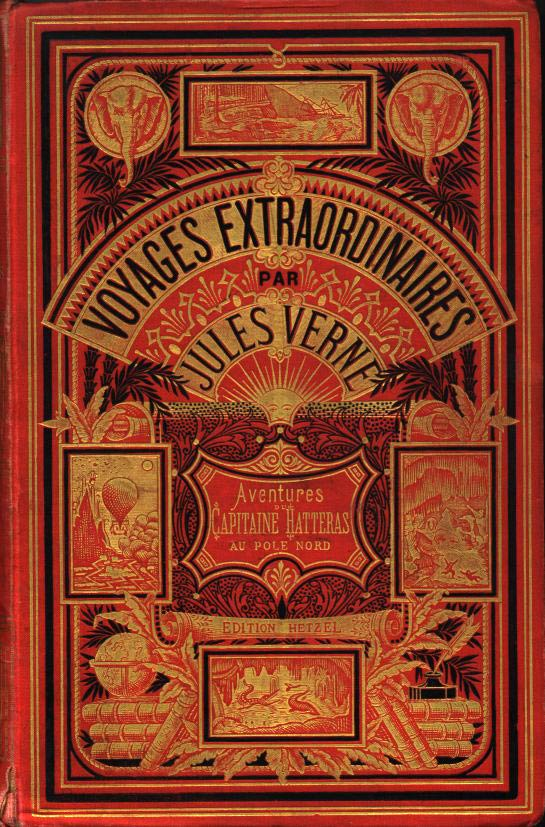
Обложка оригинального издания «Необыкновенных путешествий»

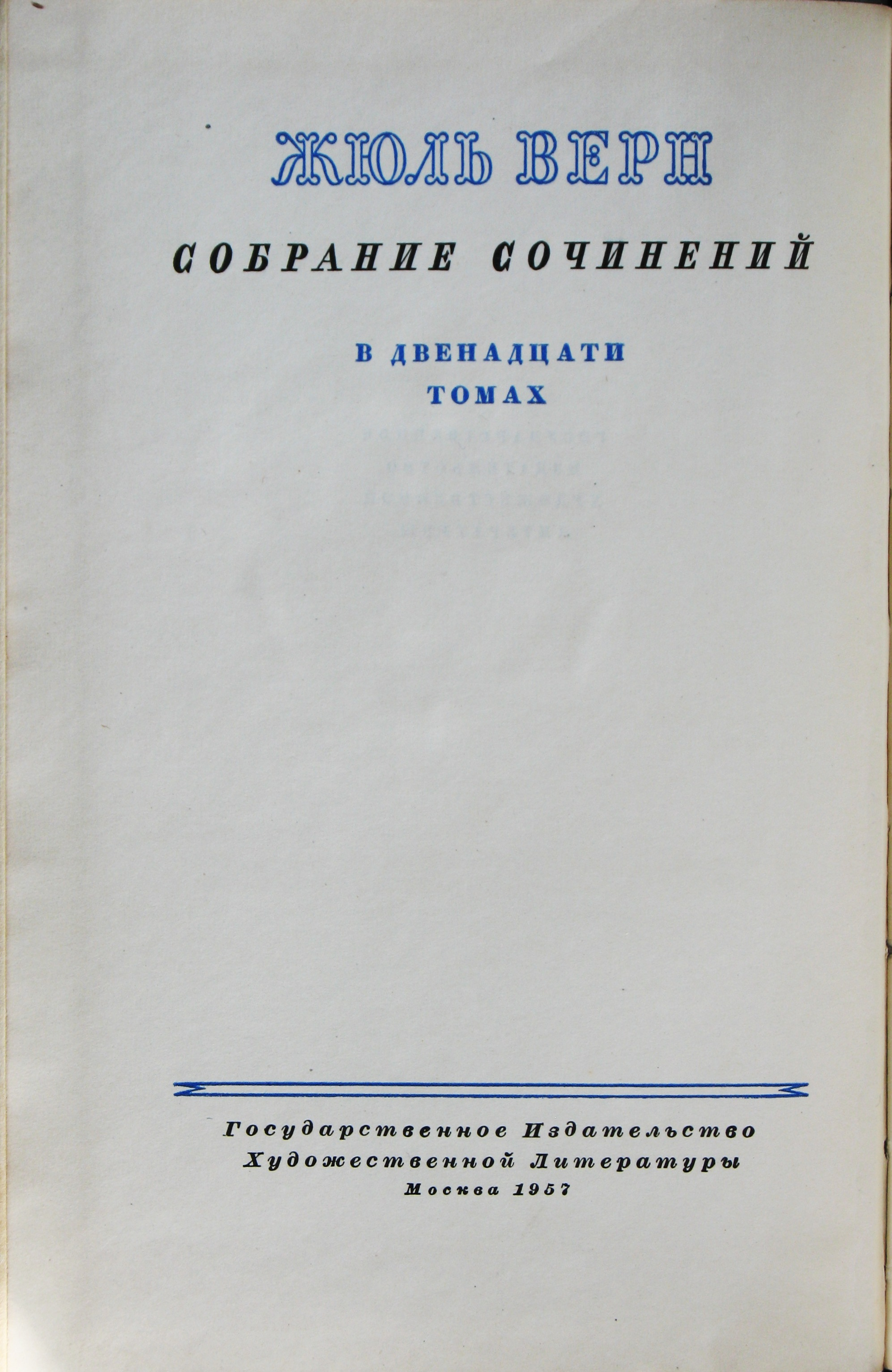
Собрание сочинений в 12 томах. СССР, 1954

1. 1863 — Пять недель на воздушном шаре.
2. 1864 — Путешествие к центру Земли.
3. 1865 — Путешествие и приключения капитана Гаттераса.
4. 1865 — С Земли на Луну прямым путём за 97 часов 20 минут.
5. 1867 — Дети капитана Гранта. Путешествие вокруг света.
6. 1869 — Вокруг Луны.
7. 1869 — Двадцать тысяч льё под водой. Кругосветное путешествие под волнами океана.
8. 1870 — Плавающий город.
9. 1872 — Приключения трёх русских и трёх англичан в Южной Африке.
10. 1872 — Вокруг света за восемьдесят дней.
11. 1873 — В стране мехов.
12. 1874 — Таинственный остров.
13. 1875 — Ченслер. Дневник пассажира Ж.-Р. Казаллона.
14. 1876 — Михаил Строгов. Москва — Иркутск.
15. 1877 — Гектор Сервадак. Путешествия и приключения в околосолнечном мире.
16. 1877 — Чёрная Индия.
17. 1878 — Пятнадцатилетний капитан.
18. 1879 — Пятьсот миллионов бегумы. (соавт. Андре Лори)
19. 1879 — Треволнения одного китайца в Китае.
20. 1880 — Паровой дом. Путешествие по Северной Индии.
21. 1881 — Жангада. Восемьсот льё по Амазонке.
22. 1882 — Школа Робинзонов.
23. 1882 — Зелёный луч.
24. 1883 — Упрямец Керабан.
25. 1884 — Южная Звезда. (соавт. Андре Лори)
26. 1884 — Архипелаг в огне.
27. 1885 — Найдёныш с погибшей «Цинтии». (соавт. Андре Лори)
28. 1885 — Матиас Шандор.
29. 1886 — Лотерейный билет № 9672.
30. 1886 — Робур-Завоеватель.
31. 1887 — Север против Юга.
32. 1887 — Дорога во Францию.
33. 1888 — Два года каникул.
34. 1889 — Семья без имени.
35. 1889 — Вверх дном.
36. 1890 — Цезарь Каскабель.
37. 1891 — Миссис Бреникен.
38. 1892 — Замок в Карпатах.
39. 1892 — Клодиус Бомбарнак.
40. 1893 — Малыш.
41. 1894 — Удивительные приключения дядюшки Антифера.
42. 1895 — Плавучий остров.
43. 1896 — Флаг родины.
44. 1896 — Кловис Дардантор.
45. 1897 — Ледяной сфинкс.
46. 1898 — Великолепная Ориноко.
47. 1899 — Завещание чудака.
48. 1900 — Вторая родина.
49. 1901 — Деревня в воздухе.
50. 1901 — Истории Жана-Мари Кабидулена.
51. 1902 — Братья Кип.
52. 1903 — Путешествие стипендиатов.
53. 1904 — Драма в Лифляндии.
54. 1904 — Властелин мира.
55. 1905 — Вторжение моря.
56. 1905 — Маяк на краю света.
57. 1906 — Золотой вулкан.
58. 1907 — Агентство Томпсон и К°.
59. 1908 — В погоне за метеором.
60. 1908 — Дунайский лоцман.
61. 1909 — Кораблекрушение «Джонатана».
62. 1910 — Тайна Вильгельма Шторица.
63. 1914 — Необыкновенные приключения экспедиции Барсака.

## Повести, рассказы, сказки
1. 1851 — Драма в Мексике.
2. 1851 — Драма в воздухе.
3. 1852 — Мартин Пас.
4. 1854 — Мастер Захариус.
5. 1855 — Зимовка во льдах.
6. 1864 — Граф де Шантелен.
7. 1865 — Прорвавшие блокаду.
8. 1872 — Причуда доктора Окса.
9. 1875 — Идеальный город (Амьен в 2000 году).
10. 1879 — Мятежники с «Баунти».
11. 1881 — Десять часов на охоте.
12. 1885 — Фритт-Флакк.
13. 1887 — Хиль Бралтар.
14. 1888 — Экспресс будущего.
15. 1889 — Один день американского журналиста в 2889 году.
16. 1891 — Приключения семьи Ратон. Философская  сказка.
17. 1893 — Господин Ре-диез и госпожа Ми-бемоль[фр.].
18. 1910 — Судьба Жана Морена.
19. 1910 — Блеф. Американские нравы.
20. 1910 — Вечный Адам.

## Документальные очерки, статьи, географические и научные произведения
1. 1851 — Научная загадка / фр. Enigme scientifique.
2. 1852 — Моя хроника. Научный обзор (реферат) / фр. Chronique du mois. Revue scientifique: Encore un navire aérien, Tissus incombustibles, Machines à labourer.
3. 1857 — Подводный локомотив / фр. Locomotive sous-marine.
4. 1863 — По поводу «Гиганта».
5. 1864 — Эдгар По и его сочинения.
6. 1864 — Иллюстрированная география Франции и её колоний. С предисловием Теофиля Лавайе / фр. Géographie illustrée de la France et de ses colonies. Pré-cédée d'une étude sur la géographie générale de la France, par Théophile Lavallée.
7. 1867 — Отчёт о поездке вокруг Атлантического океана на борту Great-Eastern / фр. Report of the trip across the Atlantic onboard of the Great-Eastern.
8. 1870 — фр. De Paris au Rhin.
9. 1873 — Двадцать четыре минуты на воздушном шаре.
10. 1873 — Меридианы и календарь / фр. Les Méridiens et le Calendrier.
11. 1876 — фр. Note pour l'affaire J. Verne contre Pont Jest.
12. 1880 — История великих путешествий и великих путешественников: Серия «Открытие Земли» в издании 1993—1994 годов:
  1. Проклятое золото.
  2. Конкистадоры и миссионеры.
  3. Загадки Тихого океана.
  4. За убегающим горизонтом.
13. 1883 — Кристофор Колумб / фр. Chistophe Colombe.
14. 1891 — Воспоминания детства и юности.
15. 1988 — фр. Y a-t-il obligation morale pour la France d'intervenir dans les affaires de la Pologne?
16. 2000 — Заметки о деле Ж. Верна против Пон Жеста / фр. Note pour l'affaire J. Verne contre Pont Jest.

## Посмертные (оригинальные) авторские рукописи
1. 1985 — Moeurs americains. Le Humbug.
2. 1985 — Тайна Вильгельма Шторица (Невидимка, Невидимая невеста, Секрет Шторица).
3. 1986 — В погоне за метеором(Болид).
4. 1987 — В Магеллании (На краю света).
5. 1988 — Прекрасный желтый Дунай.
6. 1988 — Pierre-Jean.
7. 1989 — Золотой вулкан (Клондайк).
8. 1989 — Путешествие в Англию и Шотландию задом наперёд.
9. 1991 — Жедедья Жаме или история одного наследства.
10. 1991 — Осада Рима.
11. 1991 — Женитьба г-на Ансельма де Тийоля.
12. 1991 — Сан Карлос.
13. 1991 — Священник в 1835 году (Священник в 1839 году. изд.1992).
14. 1991 — Дядюшка Робинзон.
15. 1991 — Edom.
16. 1993 — Ознакомительная поездка.
17. 1994 — Париж в XX веке.
18. 1999 — Маяк на краю света. Оригинальная версия.
19. 2003 — Веселые неприятности трех путешественников в Скандинавии.

## Драматические произведения (пьесы)
1. 1850 — Сломанные соломинки (Les Pailles rompues).
2. 1852 — Замки в Калифорнии, или Камень, который катится, не сбивается (Les Châteaux en Californie ou Pierre qui roule n'amasse pas mousse).
3. 1853 — Игра в жмурки (Le Colin-Maillard).
4. 1855 — Спутники Маржолены (Les Compagnons de la Marjolaine).
5. 1860 — Гостиница в Арденнах (L'Auberge des Ardennes).
6. 1861 — Одиннадцать дней осады.
7. 1873 — Американский племянник, или Два Фронтиньяка//Un neveu d'Amérique ou Les Deux Frontignac.
8. 1879 — Вокруг света за восемьдесят дней. Драма в 5 д. (В соавт. с А. Деннери.)
9. 1879 — Дети капитана Гранта. Драма в 12 картинах. (В соавт. с А. Деннери.)
10. 1880 — Михаил Строгов. Спектакль-феерия в 5 д. и 16 картинах. (В соавт. с А. Деннери.)
11. 1974 — Мона Лиза.
12. 1981 — Господин Шимпанзе // Monsieur de Chimpanzé.
13. 1981 — Путешествие через невозможное (Voyage à travers l'impossible).
14. 1988 — Упрямец Керабан Kéraban-le-têtu.
15. 1991 — Александр VI (Alexandre VI).
16. 1991 — Пороховой заговор (La Conspiration des poudres).
17. 1991 — Переделка (Le Quart d'heure de Rabelais).
18. 1991 — Дон Галаор (Don Galaor).
19. 1991 — Глухарь (Le Coq de bruyère).
20. 1991 — Драма времён Людовика XV (Un Drame sous Louis XV).
21. 1991 — Абдалла (Abd'allah).
22. 1991 — Тысяча вторая ночь (La Mille et deuxième nuit).
23. 1991 — Квиридин и Квиридинерит (Quridine et Quiridinerit).
24. 1991 — Морская прогулка (Une promenade en mer)
25. 1991 — Между Сциллой и Харибдой (De Charybde en Scylla).
26. 1991 — Мадмуазель Гимар (La Guimard).
27. 1991 — На берегу Адура (Au bord de l'Adour).
28. 1991 — Монлерийская башня (La Tour de Montlhéry).
29. 1991 — Эфемерное счастье (Les Heureux du jour).
30. 1991 — Смерть тиранам (Guerre au tyrans).
31. 1991 — Сабины (Les Sabines).
32. 1991 — Северный полюс (Le Pôle Nord).